# ذيلاوات الأرنب
ذيلاوات الأرنب (الاسم العلمي: Lagurini)، هي قبيلة من القوارض تتبع فُصيلة ساكنات الحقل. تشتمل على ثلاثة أنواع في جنسين. تُعرف الأنواع في هذه القبيلة باسم يرانب السهوب.
يحتوي على الأنواع التالية
- جنس ذيل الأرنب الأولي
  - Yellow steppe lemming, E. luteus
  - Przewalski's steppe lemming, E. przewalskii
- جنس ذيل الأرنب
  - Steppe lemming, L. lagurus:

تدعم أدلة علم الوراثة العرقية المستندة إلى الدنا المتقدرة القول أن عكابر الماء من جنس ساكن الحقل لا تنتمي في الواقع إلى قبيلة ساكناوات الحقل، بل تشكل مجموعة شقيقة لذيلاوات الأرنب. استنادًا إلى الدراسة، تشكل ذيلاوات الأرنب و ساكن الحقل معًا مجموعة شقيقة لكتلة تضم Hyperacrius وبقية أعضاء قبيلة ساكناوات الحقل